# PDCD5
PDCD5 (англ. Programmed cell death 5) ранее обозначаемый как TFAR19 (англ. TF-1 cell apoptosis-related gene 19) был открыт в 1999 году как ген, активируемый в клетках, подвергающихся апоптозу.
Ген PDCD5 человека расположен на хромосоме 19q12–q13 и состоит из шести экзонов и пяти интронов. Длина PDCD5 составляет 6283 п.н.
Экспрессия гена PDCD5 подавлена в различных опухолевых тканях, тогда как сверхэкспрессия PDCD5 может способствовать апоптозу опухолевых клеток в ответ на различные стимулы,что указывает на его потенциальную роль в качестве супрессора опухолей. Помимо апоптоза PDCD5 участвует и в некоторых других механизмах программируемой гибели клеток, например, в параптозе. Кроме того он участвует в регуляции клеточного цикла и пролиферации клеток, ишемии/реперфузии, иммунорегуляции и вирусной инфекции.
Обнаружено, что с возрастом в сердце мышей значительно увеличивались уровни мРНК и белка Pdcd5, в то время как искусственно вызванный дефицит Pdcd5 ослаблял старение сердца за счёт снижения клеточного старения и апоптоза, а также усиления митофагии, опосредованной убиквитинлигазой паркин.
За счет делеции гена Pdcd5 в крупных секреторных клетках Клара, где при идиопатическом легочном фиброзе увеличивается экспрессия PDCD5, удается значительно уменьшить фиброз легких за счет того, что снижается секреция матрицеллюлярного белка, ингибируя пролиферацию фибробластов и синтез коллагена.